# Kakashi Hatake
Kakashi Hatake (はたけカカシ, Hatake Kakashi) est un personnage du manga Naruto créé par Masashi Kishimoto. Dans l'univers de la série, Kakashi est un ninja d’élite du village de Konoha. En tant que chef de l’équipe 7, composée à l'origine de Naruto Uzumaki, Sasuke Uchiwa, et Sakura Haruno, il est le premier mentor des principaux protagonistes de l’histoire.
Kishimoto avait prévu d'introduire Kakashi nettement plus tôt dans l'histoire mais finalement il retarda son entrée afin de se laisser plus de temps pour le travailler. Initialement décrit comme distant et apathique, son dévouement envers ses amis et ses élèves se révèle tout au long de la série. Son passé est développé dans six chapitres situés entre la première et la seconde partie de la série appelés Kakashi Gaiden. Il apparaît dans de nombreux produits dérivés, incluant trois des quatre films de la série ainsi que l'ensemble des OAV et dans plusieurs jeux vidéo. Kakashi apparaît également dans un OAV à l'occasion de la vente de t-shirts de la série au magasin UNIQLO à Paris le 28 décembre 2010.
Il est un personnage populaire, se classant régulièrement dans le Top 5 dans les scrutins officiels du magazine Weekly Shōnen Jump

## Création et conception
Masashi Kishimoto avait pour première intention d'introduire Kakashi dès le deuxième chapitre du manga, avant le reste de l'équipe 7. Il devait être un puissant ninja, mais relax et affectueux, et finissant toujours ses phrases par la formule de politesse japonaise de gozaru (でござる). Après avoir parlé avec son éditeur, Kishimoto repoussa son entrée afin de mieux développer Kakashi ainsi que le reste de l'équipe 7. Malgré cela, Kakashi conserva beaucoup de ses traits de personnalité prévus initialement, comme son flegme, sa désinvolture et son attitude somnolente. Kishimoto pensa alors qu'il constituait un parfait meneur, garant de la cohésion de l'équipe 7.
Au moment de décider du prénom du personnage, Kishimoto avait plusieurs idées en tête : Kuwa (クワ, « houe » ou « mûrier »), Kama (カマ, « faux »), Botan (ボタン, « pivoine »), Enoki (エノキ, « micocoulier japonais »), Kakashi (カカシ, « épouvantail »). Il opta finalement pour Kakashi, l'épouvantail devenant un des symboles du personnage. On le voit notamment lorsque Naruto emploie un épouvantail pour s'entraîner le jour avant le premier essai de l'équipe 7 ou en arrière-plan sur la couverture du tome 3.

## Profil

### Histoire

#### Jeunesse
Le passé de Kakashi n'est jamais abordé dans toute la première partie de la série. Ce n'est que dans les Kakashi Gaiden, un ensemble de six chapitres situé entre les deux parties de la série, que le passé de Kakashi est développé.
Durant sa jeunesse, son père Sakumo Hatake, surnommé « Croc Blanc de Konoha » (木ノ葉の白い牙, Konoha no shiroi kiba), un puissant capitaine ninja  de Konoha, choisit de sauver la vie de ses coéquipiers plutôt que de mener à terme une mission cruciale, allant ainsi à l'encontre d'une règle primordiale plaçant le succès de la mission avant toute chose. Rejeté par l'ensemble des villageois ainsi que par les compagnons lui devant la vie, il mit fin à ses jours. Souhaitant être lavé du déshonneur de son père, le jeune Kakashi est très attaché aux règles, que ce soit pour lui-même ou pour ses compagnons d'équipe, ce qui le rend froid, distant et scrupuleux sur la procédure.
Peu après sa nomination en tant que jõnin, alors qu'il avait treize ans, le maître de Kakashi, Minato Namikaze, lui confia une mission déterminante pour Konoha dans la guerre qu'elle menait contre d'autres villages. Alors que sa coéquipière, Lin, est capturée par des ninjas ennemis, Kakashi décide de l'abandonner à son sort et de continuer la mission. Son autre coéquipier, Obito Uchiwa, s'y opposa vivement, estimant que ceux qui abandonnent leurs amis étaient pires que tout et que le père de Kakashi n'avait fait que ce qu'il fallait faire dans ce genre de situation. Finalement touché par les mots d'Obito, Kakashi se résigna et parvint à secourir sa coéquipière après un rude combat au cours duquel il perdit son œil gauche. Peu après, un ennemi provoqua un éboulement et Obito fut écrasé par une pierre tombée sur la partie droite de son corps. Incapable de se libérer, Obito, se sachant condamné, offrit à Kakashi son œil intact, doté du Sharingan (qu'il avait éveillé pendant le combat). Kakashi et Lin sont contraints par l'éboulement de nouvelles pierres à fuir et laisser leur ami derrière eux. Quelque temps après, bien qu’il ait promis à Obito de protéger Lin, cette dernière est enlevée par le village de Kiri qui en fait l’hôte du démon à trois queues Sanbi. Alors que Kakashi la secourt et la ramène, elle se suicide en se mettant sur la trajectoire des « Mille oiseaux » de son compagnon attaquant un poursuivant, pour éviter d’être la cause d’un carnage dans Konoha. Assistant à la scène, Obito, qui a survécu et a été soigné par Madara Uchiwa, est pris d’un accès de fureur, tue les ninjas de Kiri, et décide d’aider Madara à mettre en place son plan de l‘« Œil de la Lune ». Après la mort de Lin, Minato, ayant succédé à Hiruzen en tant que Hokage, décide d'envoyer Kakashi dans les forces spéciales (ANBU) en espérant que cela atténuerait sa douleur. Kakashi y est chargé de protéger Kushina Uzumaki jusqu'à la fin de sa grossesse.
Après la mort de Minato lors de l'attaque de Kyûbi sur Konoha, Hiruzen récupère le poste de Hokage, et décide de garder Kakashi au sein des forces spéciales. D’après un arc hors-série de l’anime, ce dernier fait la rencontre de Tenzô, membre de la Racine, dont la mission est de le tuer et de lui voler son Sharingan. Malgré une relation houleuse au début, Tenzô finit par rejoindre les ANBU sous le nom de Yamato, et ils deviennent amis. Kakashi voit arriver plus tard Itachi Uchiwa au sein de l'ANBU et le prend sous son aile jusqu'à son départ. Le lendemain du massacre du Clan Uchiwa, Kakashi est convoqué par Hiruzen qui le relève de ses fonctions après 10 ans de bons et loyaux services au sein des forces spéciales, fait de lui un nouvel instructeur de genin. Tous les aspirants ninjas testés par Kakashi échouent à son test de clochettes, jusqu'au jour où il tombe sur l'équipe 7, composée de Naruto, Sasuke et Sakura.

#### Première partie

Clochettes utilisées pour tester l'équipe de Naruto.

Kakashi Hatake est le jônin chargé de l'équipe 7, composée de Naruto Uzumaki, Sakura Haruno et Sasuke Uchiwa. Pour tester ses nouveaux élèves, il leur fait passer une épreuve consistant à lui prendre par la force ou la ruse des clochettes. Alors qu'aucun des trois élèves ne réussit cette épreuve dans leurs tentatives individuelles, Kakashi leur dit qu'ils ne deviendront jamais des ninjas, car la plus importante des choses pour un ninja est le travail en équipe. Il décide alors de leur accorder une autre chance et, finalement, accepte de les former.
Après cette épreuve, Kakashi et ses élèves reçoivent des missions de rang D (consistant surtout en des tâches simples et peu risquées) pour débuter, ce qui agace Naruto. Le Hokage accepte alors de leur confier une mission de rang C : escorter jusque chez lui Tazuna, un constructeur de ponts du pays des Vagues. Cependant, la mission s'avère plus délicate que prévu : Tazuna, par manque d'argent, avait caché qu'il était menacé par le multi-milliardaire Gatô, et ils se retrouvent à devoir affronter des ninjas. Ils sont abordés par Zabuza Momochi, un jônin déserteur du village de Kiri engagé par l'homme d'affaires. Kakashi gagne le combat contre ce dernier, mais ayant trop utilisé son Sharingan, il perd connaissance.
Ayant le sentiment que Zabuza est toujours vivant, Kakashi décide d'entraîner ses élèves pour la prochaine confrontation. Deux jours plus tard, Kakashi, Sakura et Sasuke partent au pont pour affronter Zabuza et Haku. Naruto les rejoint mais est prisonnier de la technique des miroirs de glace de Haku comme son coéquipier Sasuke. Naruto finit par vaincre Haku, qui se sacrifie pour sauver Zabuza ; ce dernier est tout de même rapidement mis hors de combat par Kakashi, mais meurt en se sacrifiant pour tuer Gatô qui comptait le faire tuer une fois sa mission effectuée. Kakashi et Naruto mettent en déroute les derniers bandits en utilisant le « Multi-clonage ». Après la mort de Zabuza et Haku, Tazuna finit de construire le pont et le baptise « Pont Naruto » ; Kakashi et ses élèves rentrent au village.
Pour l'examen de sélection des chūnins, Kakashi prend Sasuke sous son aile. Il scelle la marque maudite qu'Orochimaru a transmise à Sasuke, et lui enseigne la technique des « Mille oiseaux », tout en l'entraînant à perfectionner son taijutsu. Après la mort du troisième Hokage, Kakashi se retrouve confronté, avec l'aide d'Asuma et Kurenaï à Itachi Uchiwa et Kisame Hoshigaki, deux membres d’Akatsuki venus chercher Naruto. Il est vaincu par la technique des « Arcanes lunaires » d'Itachi ; les deux membres d’Akatsuki sont mis en fuite par l'intervention de Gaï Maito, et Kakashi doit passer un moment à l'hôpital.
Grâce à Tsunade, qui est devenue le 5e Hokage, Kakashi est rétabli. Il interrompt un combat entre Naruto et Sasuke qui a lieu sur le toit de l'hôpital de Konoha. Kakashi discute avec Sasuke en lui conseillant de renoncer à sa vengeance contre son frère qui a annihilé leur clan. Peu après, Sasuke quitte le village pour aller rejoindre Orochimaru, poursuivi par une équipe de genin, dont Naruto. À la frontière du pays du feu, Naruto et Sasuke s'affrontent ; Kakashi, parti à leur recherche retrouve Naruto inconscient et seul : Sasuke a rejoint Orochimaru.

#### Seconde partie
À la suite du retour de Naruto après trois ans d'entraînement avec Jiraya, Kakashi évalue ses deux anciens élèves (Sakura a, elle, été formée par Tsunade) lors d'un nouveau « test des clochettes », qu'ils passent avec succès. Peu après, ils sont tous trois envoyés à Suna où le kazekage Gaara a été enlevé par Akatsuki. Ils partent ensemble à la poursuite d’Akatsuki pour délivrer Gaara. Sur la route, ils combattent un avatar d'Itachi Uchiwa créé par Pain. Arrivés devant l'un des repaires d’Akatsuki, ils retrouvent l'équipe de Gaï Maito qui s'occupe de leur libérer le passage. Ils se retrouvent alors en face de deux membres d’Akatsuki, Deidara et Sasori. Pendant que Sakura affronte Sasori accompagnée de la grand-mère de ce dernier, une ancienne de Suna, Kakashi et Naruto poursuivent Deidara. Grâce à un « Kaléidoscope hypnotique du Sharingan » développé par l'entraînement, Kakashi parvient à envoyer le bras restant de Deidara dans un trou de ver, puis à envoyer dans une autre dimension une explosion-suicide d'un clone de Deidara qui parvient à s'enfuir. Affaibli par l'utilisation de son Sharingan, il passe plusieurs jours à l'hôpital de Konoha ; Yamato le remplace alors à la tête de l'équipe 7.
Kakashi réapparait dans l'arc consacré à Kakuzu et Hidan, deux membres d’Akatsuki. Tout d'abord il sort de l'hôpital et assiste Naruto dans un entraînement intensif qui l'aidera à rattraper Sasuke qui a dépassé ses anciens compagnons après trois ans d'entraînement avec Orochimaru puis il accompagne Shikamaru Nara, Chôji Akimichi et Ino Yamanaka pour les aider à se venger de ceux qui ont tué leur maître Asuma Sarutobi ; il combat Kakuzu dont il détruit le premier et le dernier de ses cinq cœurs.
Quelque temps après, alors que Sasuke Uchiwa a vaincu Orochimaru et constitue son équipe pour combattre Itachi Uchiwa, Kakashi est envoyé en mission avec Naruto, Sakura, Saï, Yamato, Kiba Inuzuka, Hinata Hyuga et Shino Aburame pour retrouver Sasuke. Retardés par Tobi pendant le combat de Sasuke face à son frère, ils échouent à retrouver le jeune homme récupéré par Akatsuki.
Lors de l'attaque de Pain sur le village de Konoha, Kakashi affronte Tendô, le corps principal de Pain, face auquel il finit par mourir ayant épuisé tout son chakra. Après avoir discuté avec son père dans l'entre-deux mondes, il est ressuscité par Nagato.
Durant le « Conseil des cinq kage », il accompagne Naruto qui cherche à rencontrer le Raikage pour demander la grâce de Sasuke. À la suite de la défection de Danzô lors du conseil, il est nommé Hokage par les autres "kage".
Suivant Sakura qui cherche Sasuke, il sauve cette dernière qui allait être tuée par le jeune Uchiwa, et ne pouvant convaincre son ancien élève d'abandonner sa vengeance, il se résout à le combattre, pensant que la présence de son ancien élève parmi une organisation criminelle fait suite à une mauvaise déduction de sa part. L'intervention de Naruto, puis de Tobi et Zetsu met fin au combat.
De retour à Konoha, Tsunade se réveille au moment où son titre de Hokage allait être officialisé par le daimyo du Pays du Feu.
Kakashi participe ensuite à la quatrième grande guerre ninja déclarée par Tobi lors du conseil des cinq kage. Il dirige la division des combattants à proche et moyenne distance. Lui et son équipe sont confrontés à Zabuza Momochi, les six autres épéistes de Kiri, Haku et d’autres ninjas utilisant des kekkei genkai invoqués par la « Réincarnation des âmes » de Kabuto. À cette occasion, il devient le propriétaire du « Hachoir de Kiri », l’épée de Zabuza. Plus tard, Kakashi vient, en compagnie de Gaï, prêter main-forte à Naruto et Killer Bee face aux six anciens jinchuriki invoqués par Kabuto et Tobi. Grâce à Naruto qui a pu prendre la forme complète de Kyûbi et libérer les démons à queues du contrôle de Tobi, celui-ci est obligé de renvoyer les six démons dans la statue. Naruto, avec l'aide de Kakashi et de Gaï, parvient à briser le masque de Tobi, dévoilant son identité. Obito est ensuite rejoint par Madara qui a réussi à maintenir la «Réincarnation des âmes» et s'est débarrassé des cinq kage. Tous deux font renaître Jûbi et le combat reprend jusqu'à l'arrivée de l'alliance ninja au complet. Durant le combat, Jûbi gagne en puissance, réduisant ainsi à néant toutes les tentatives de l'alliance de l'entraver jusqu'à ce que Naruto parvienne à leur ôter le contrôle du monstre. Après l'arrivée de Sasuke avec Orochimaru et les anciens Hokage réincarnés, les combats reprennent ; ils tentent de détruire Jûbi, jusqu'à ce qu'Obito en devienne le jinchūriki. Naruto et Sasuke l'affrontent ensemble, aidés par les Hokage. Après un combat difficile, ils parviennent à retirer les démons à queues du corps d'Obito, et Madara profite de la faiblesse de ce dernier qui a entamé un processus de rédemption pour que Zetsu en prenne le contrôle et utilise la technique de résurrection du Rinnegan à son profit. Il aspire ensuite les neuf démons à queues, extirpant Kyûbi de Naruto et Hachibi de Killer Bee.
Kakashi fait alors équipe avec Obito qui a réussi à reprendre le contrôle de son corps en luttant contre Zetsu qui voulait s'emparer de son Rinnegan pour le donner à Madara et s'est finalement rangé du côté de l'alliance, sauvant notamment Naruto en scellant la partie Yin du chakra de Kyûbi volée à Minato par Zetsu. Kakashi aide ensuite Naruto, Sasuke et Sakura et un Obito repenti dans leur lutte face à Kaguya Ôtsutsuki. Après le sacrifice de son ancien camarade, Kakashi reçoit temporairement son Sharingan afin d'aider ses élèves durant leur combat et après la victoire sur cette dernière, Obito apparaît brièvement dans son subconscient pour lui faire ses adieux et récupère ses pupilles.
À la fin du combat final entre Naruto et Sasuke, Kakashi devient le 6e Hokage et réintègre Sasuke au village pour services rendus.

#### The Lastet épilogue
Dans le film Naruto Shippuden: The Last, Kakashi représente Konoha au nouveau conseil des cinq kage qui se tient après le début de la chute des météorites venant des débris de la Lune sur le monde ninja. Il donne à Shikamaru, Naruto, Sakura, Hinata et Saï la mission d'aller secourir Hanabi et d'arrêter Toneri Ôtsutsuki. Il leur remet également un dispositif servant de compte à rebours : lorsque ce dernier sera fini, la plus grosse des météorites engendrées par la chute de la Lune frappera le monde ninja et rien ne pourra l'arrêter. Il reste au village pour aider les ninjas à le protéger des météorites qui continuent de tomber. Il assiste ensuite au mariage de Naruto avec Hinata.
Une quinzaine d’années après la 4e grande guerre ninja, Kakashi prend sa retraite et transmet sa place de Hokage à Naruto qu’il considère déjà comme un bon successeur. Il rend visite à Gaï et décide de partir voyager pour revoir les lieux de ses souvenirs.

### Personnalité
Après le suicide de son père qui s'était vu reprocher d'avoir abandonné une mission pour sauver ses camarades, Kakashi devient intransigeant envers tout écart aux règles. Cependant, la disparition d’Obito a une grande influence sur lui, et il adopte plusieurs traits de caractères et philosophies de vie de son camarade, proches de ceux de son père. L’une est le travail d'équipe : à travers le test des cloches qu'il impose à Naruto, Sakura et Sasuke, il veut leur montrer qu'au-delà des capacités individuelles, c'est le travail d'équipe qui permet de les exploiter au mieux et d'être ainsi efficace. Durant toute la première partie de la série, Kakashi tente de maintenir cet état d’esprit, notamment en raisonnant son élève Sasuke Uchiwa qui, tout en devenant plus fort, se détourne de plus en plus de ses coéquipiers, hanté par son désir de vengeance envers son frère aîné. Malheureusement, Kakashi échoue et ne peut empêcher le départ de Sasuke de Konoha.
Kakashi se refuse toujours à parler de sa vie personnelle avec ses élèves, il ne mentionne qu'une fois que tous les êtres qui lui sont chers sont morts. C'est d'ailleurs à cause de ses longues visites au mémorial où le nom d'Obito est inscrit qu'il lui arrive très souvent d'être en retard.
Kakashi couvre également toujours le bas de son visage par un tissu. L'épisode 101 de la série anime « Naruto » est un omake consacré aux efforts de l'équipe 7 pour découvrir ce qui se cache derrière ce tissu. Un autre omake est inclus dans un databook, où ses chiens essayent de se rappeler son visage sans son masque, avec un certain succès. Celui-ci, finit par être révélé dans le cadre de l'exposition Naruto-Ten.
Un des autres passe-temps de Kakashi est la lecture des livres érotiques Le Paradis du batifolage (イチャイチャパラダイス, Icha Icha Paradaisu). Ces livres, écrits par le ninja Jiraya sont des best-sellers dans l'univers de la série. Lorsqu'on demande à Masashi Kishimoto ce que contiennent ces fameux livres, il répond que la cible démographique de Naruto n'est pas assez âgée pour pouvoir en parler. On voit souvent Kakashi lire un volume lors des moments où son attention n'est pas nécessaire, c'est-à-dire pendant les conversations et les entraînements avec l'équipe 7. Lors du second test des clochettes, Naruto et Sakura utilisent la passion de Kakashi pour ces livres contre lui ; Naruto se met à faire semblant de raconter la fin du dernier volume de la série, forçant Kakashi à se boucher les oreilles pour ne pas entendre, et à fermer les yeux pour ne pas lire sur ses lèvres grâce à son Sharingan. Naruto et Sakura en profitent pour prendre les clochettes.

### Capacités

#### Sharingan

Le Mangekyō Sharingan de Kakashi.

Le Sharingan (œil copieur tourbillonnant en français) que lui a donné Obito Uchiwa (son coéquipier et ami, mais aussi son rival pour l'amour de Lin, et qui trahira Konoha) lui donne la capacité de copier les techniques ninja, ce qui lui permet le plus souvent d'utiliser les techniques de ses adversaires contre eux,. Il a ainsi accumulé plus d'un millier de techniques différentes de cette manière, ce qui lui vaut le surnom de Kakashi, le ninja copieur (コピー忍者のカカシ, Copy Ninja no Kakashi). Ne pouvant pas désactiver son Sharingan, Kakashi est obligé de le garder caché derrière son bandeau frontal portant l'insigne des ninjas de Konoha, car n'étant pas de la lignée des Uchiwa, il consomme beaucoup de chakra en utilisant ce dōjutsu.
Pendant l'ellipse temporelle entre la première partie et la seconde partie de la série, Kakashi parvient à maîtriser la technique que lui confère le stade supérieur du Sharingan, le Kaléidoscope hypnotique du Sharingan qu’il a activé lorsqu’il a dû tuer Lin afin qu’elle ne tombe pas aux mains du village de Kiri. Il peut ainsi exécuter la technique « Kamui » (神威, litt. « pouvoir divin »), qui lui permet d'envoyer sa cible dans une autre dimension. Cependant, cette technique lui demande énormément d'énergie, le clouant au lit pendant plusieurs jours lorsqu'il l'utilise, ce qui le contraint à n'y recourir qu'en cas d'absolue nécessité. Avec le temps et plus de pratique, Kakashi parvient à se fatiguer de moins en moins en l'utilisant, comme semble le prouver son combat contre Sasuke, peu après la mort de Danzô, où on le voit arrêter une des attaques du Susano sans qu'il ne s'écroule de fatigue après son utilisation. Il utilise encore plus souvent son Kaléidoscope hypnotique du Sharingan lors de son combat contre Obito, sans sembler en éprouver une fatigue excessive.

#### Maîtrise de la foudre
L'affinité originelle de Kakashi est le raiton (Art de maîtriser la foudre).
À l'âge de treize ans, Kakashi a inventé une technique basée sur la maîtrise de l'élément foudre (Raiton) et sur la manipulation de forme du chakra. Cette technique, appelée « Les Mille Oiseaux » (千鳥, Chidori), mais également connue sous le nom de « L'éclair pourfendeur » (雷切, Raikiri), du fait que Kakashi aurait un jour « coupé » un éclair avec, consiste à accumuler une quantité importante de chakra de type foudre dans sa main, puis à transpercer son adversaire (et toutes les protections de ce dernier). « Les mille oiseaux » oblige l'utilisateur à se déplacer rapidement vers son adversaire, le rendant moins à même de détecter une contre-attaque. Kakashi parvient à combler ce défaut en utilisant son Sharingan qui lui permet de voir à l'avance les attaques ennemies.
Kakashi peut également utiliser la foudre pour attaquer à distance en projetant sur l'adversaire un éclair prenant la forme d'un chien qui court.
Il peut également créer un clone de foudre, qui en se dissipant envoie une décharge à l'adversaire.
Dans le roman Kakashi Hiden — Hyōten no Ikazuchi (カカシ秘伝 氷天の雷), qui se situe dans la période entre la démission de Tsunade et la nomination de Kakashi en tant que 6e Hokage, ce dernier apprend à maîtriser une nouvelle technique, Raiton - Éclair violet (雷遁・紫電, Raiton - Shiden), pour remplacer sa technique des Mille Oiseaux, qu'il ne pouvait plus utiliser à la suite de la perte de son Sharingan. Elle lui permet d’attaquer ses adversaires à distance.

#### L'escouade des «crocs traqueurs»

Henohenomoheji sur le dos de Pakun.

Kakashi est capable d'utiliser la Technique d'invocation pour invoquer les chiens ninjas (忍犬, Ninken) constituant l'« escouade des crocs traqueurs ». Ses chiens sont tous doués de parole et ont chacun sur leur dos un henohenomoheji (へのへのもへじ), symboles souvent dessinés sur les épouvantails. Kakashi les utilise principalement pour traquer une cible, et éventuellement la capturer en attendant son arrivée.

#### Autres affinités
Ayant atteint le niveau de jōnin, Kakashi a réussi à contrôler les affinités Doton (techniques de terre) et Suiton (techniques d'eau) dans le manga ; dans l'anime, on le voit également utiliser des techniques utilisant l'affinité Katon (techniques de feu). Grâce au Sharingan, il a pu copier de nombreuses techniques (créées entre autres par les autres villages et ninjas adverses, lui donnant un statut de technicien particulier à Konoha) ; les techniques vues dans le manga ne sont qu'un aperçu de sa maîtrise du ninjutsu.

#### Autres compétences
- Kakashi est capable d'utiliser l'Orbe tourbillonnant créé par son maître Minato Namikaze. Il l'utilise notamment pour entraîner Naruto à l'insertion de l'élément vent (fūton) dans cette technique[27].
- Kakashi possède une technique de Déplacement Instantané (瞬身の術, Shunshin no Jutsu?) particulière. Il apparaît alors dans un tourbillon de feuilles[28].
- Kakashi sait utiliser des techniques d'illusions (genjutsu). Dès le début du manga, lors du test des clochettes, on le voit en utiliser une sur Sakura, lui montrant Sasuke mourant[29]. Il est également capable d'endormir les ninjas de l'ANBU racine en les regardant dans les yeux[30].
- Kakashi est également doué dans les techniques de sceaux. C'est lui qui va tenter d'endiguer le sceau maudit d'Orochimaru apposé sur Sasuke en l'entourant d'un autre sceau, donc l'efficacité est basée sur la volonté. À cette occasion, Orochimaru remarque combien Kakashi a évolué[31].
- Kakashi peut utiliser le Multi-clonage, et même le Multi-clonage supra, où il crée un grand nombre de clones de l'ombre. Cependant, étant donné que sa réserve de chakra est limitée, il ne peut les maintenir très longtemps[32] et les utilise surtout pour impressionner ses adversaires[33]. Il est aussi capable de créer un clone électrique grâce à son élément de chakra particulier (raiton).

### Évolution

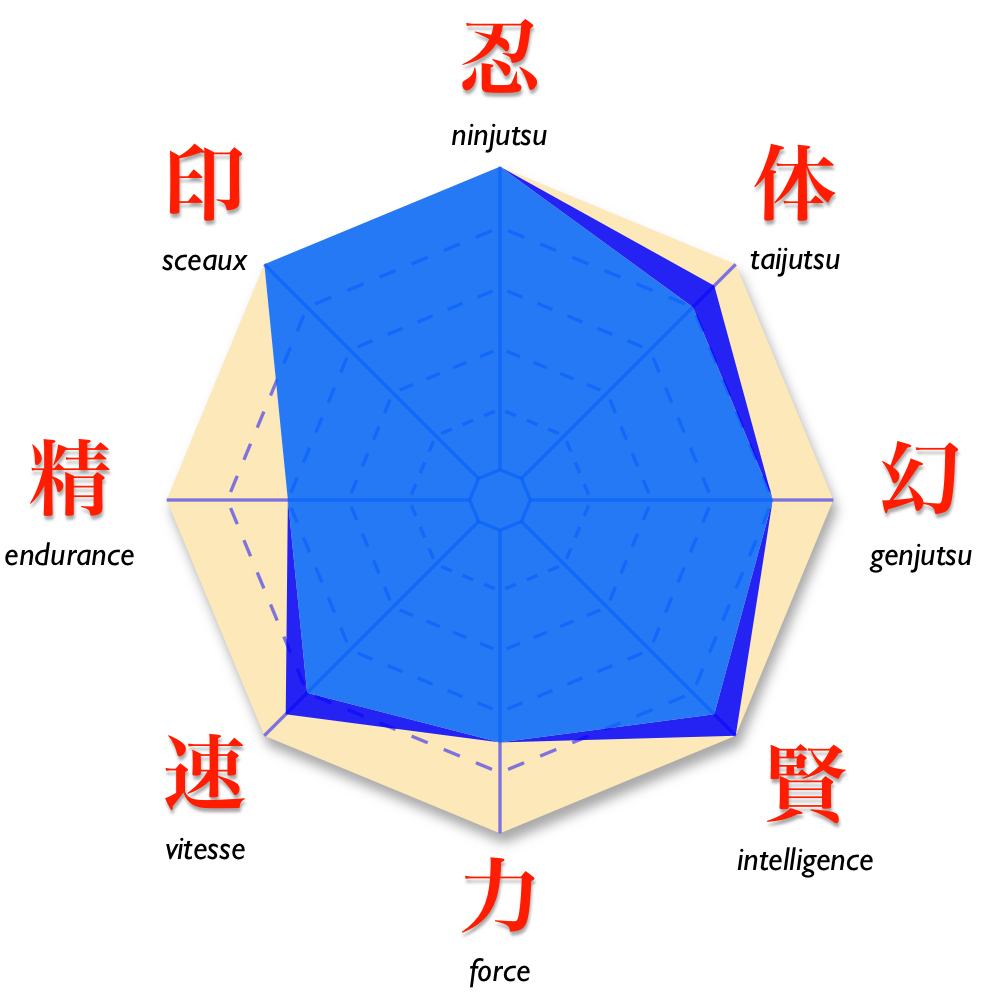
Kakashi est un ninja polyvalent, doué dans tous les arts ninja sceaux, ninjutsu, taijutsu et genjustu. Il continue tout au long du manga d'évoluer et d'améliorer ses capacités. Sa quantité de chakra et sa force physique sont cependant limitées et il s'épuise assez vite lors des combats, particulièrement lorsqu'il utilise le « Kaléidoscope hypnotique du Sharingan ».
Milieu partie I
Fin partie II

|                  | Capacités | Âge    | Niveau       | Taille | Poids   | Missions                                         |
| ---------------- | --------- | ------ | ------------ | ------ | ------- | ------------------------------------------------ |
| Milieu Partie I  | 83 %      | 26 ans | Jōnin (上忍) | 181 cm | 67,5 kg | - S — 38 - A — 276 - B — 413 - C — 189 - D — 197 |
| Fin Partie I     | 86 %      | 27 ans | Jōnin (上忍) | 181 cm | 67,5 kg | - S — 39 - A — 277 - B — 414 - C — 189 - D — 197 |
| Milieu Partie II | 86 %      | 30 ans | Jōnin (上忍) | 181 cm | 67,5 kg | - S — 42 - A — 298 - B — 414 - C — 190 - D — 197 |

## Apparition dans les autres médias
Kakashi est présent dans de nombreux produits dérivés de la série. Il est, par exemple, présent dans quatre des adaptations cinématographiques de la série. Dans le Naruto et la Princesse des neiges, il combat contre un certain Nadare Roga, dans Mission spéciale au pays de la Lune, il combat contre Ishidate puis contre les soldats du ministre Shabadaba, et enfin dans le Naruto Shippuden : Un funeste présage, il combat contre de nombreux soldats en pierre. Il est au centre de Naruto Shippuden : La Flamme de la volonté, son Sharingan étant la cible d'un ninja qui cherche à construire une arme ultime. Dans Naruto Shippuden: The Lost Tower , il apparaît jeune sachant que ce film débute 20 ans avant le début du récit.
Il est également présent dans les trois OAV dérivés de la série,,.
Kakashi est aussi un personnage jouable dans la quasi-totalité des jeux vidéo dérivés de la série, incluant la série des Clash of Ninja ainsi que les Ultimate Ninja,,. Dans certains jeux, il est capable d'utiliser son Sharingan lors des combats, et d'autres il peut revêtir l'uniforme des ANBU. Naruto Shippūden: Gekitō Ninja Taisen! EX est le premier jeu à montrer Kakashi dans sa nouvelle apparence de la seconde partie de la série.
Kagate Kakasi (Kágate Kakasí), un personnage de Raruto, une bande dessinée en ligne, est une parodie de Kakashi.

## Réception
Kakashi est positionné dans les cinq premiers dans chaque sondage de popularité organisé par le magazine Weekly Shōnen Jump, atteignant même souvent la première place. Comme les autres personnages principaux, Kakashi fait l'objet d'un marchandisage important incluant des peluches,, des porte-clefs, et des figurines.
Plusieurs sites web spécialisés dans le manga, l'anime ou les jeux vidéo ont grandement apprécié le personnage de Kakashi. IGN note que la dualité de sa personnalité, tantôt sérieuse dans les combats et décontractée avec ses élèves, est sans doute la raison de sa forte popularité. Il note également que Kakashi est l'un des personnages les plus représentés dans les conventions de cosplay. DVDanime qualifie Kakashi de personnage coloré, pour beaucoup dans l’humour de la série, et note que son doubleur français fait bien ressortir son côté « nonchalant et ironique »,. Lors des Anime Awards 2006 organisé par About.com, Kakashi remporte un trophée dans la catégorie « Meilleur personnage secondaire masculin ».

## Techniques
Les techniques ci-dessous sont toutes tirées du manga et utilisées officiellement par Kakashi. Elles sont placées par ordre d'apparition.
- 1000 ans de souffrances (千年殺し, Sennen goroshi?)[18],[DB 9] — rang E
Cet « arcane secret de Konoha » consiste à propulser l'adversaire en formant le sceau « tigre » et en lui enfonçant ses doigts dans le postérieur.
Elle a pour but de déstabiliser son adversaire et de s'en moquer par la non-crédibilité de cette technique.
- Technique de permutation (変わり身の術, Kawarimi no Jutsu?)[18],[29],[DB 10] — rang E
Technique de base qui consiste à permuter quelque chose (son corps, ou celui de quelqu'un d'autre généralement) avec autre chose (bûche…).
- Doton - Technique de la décapitation fatale (土遁・心中斬首の術, Doton – Shinjū zanshu no Jutsu?)[35],[DB 11] — rang D
L'attaquant se cache sous terre, puis sors les bras et attrape les chevilles de son adversaire qu'il enterre dans le sol, ne laissant dépasser que la tête.
- Sharingan (写輪眼?)[20],[DB 12]
Technique d'œil (dōjutsu) capable de copier à la perfection les mouvements de l'adversaire, mais aussi de l'hypnotiser.
Le Sharingan de Kakashi a été obtenu par greffe. Il l’a reçu de son ami Obito Uchiwa qui le lui a offert à l'article de la mort.
Sharingan veut dire « Œil copieur tournoyant ».
- Clonage aqueux (水分身の術, Suiton - Mizu bunshin no Jutsu?)[20],[DB 13] — rang C
L'attaquant crée un clone d'eau qui ne peut être contrôlé qu'à une distance courte. Copié sur Zabuza Momochi.
- Suiton - Le dragon aqueux (水遁・水龍弾の術, Suiton – Suiryūdan no Jutsu?)[21],[DB 14] — rang AB'
L'attaquant fait apparaître un Dragon d'eau qui s'écrase sur l'ennemi. Il l'a copié lors de son combat avec Zabuza Momochi pour contrer la même technique.
- Suiton - La grande cataracte (水遁・大瀑布の術, Suiton – Daibakufu no Jutsu?)[21],[DB 14] — rang A
L'attaquant fait apparaître un énorme torrent qui emporte l'ennemi et le projette sur le premier obstacle venu. Copié sur Zabuza Momochi, l'hypnotisant avec le Sharingan pour le devancer alors que ce dernier allait lancer cette même technique.
- Invocation – Art de maîtriser la Terre – Les crocs traqueurs (口寄せ・土遁・追牙の術, Kuchiyose - Doton - Tsuiga no Jutsu?)[26],[DB 15] — rang B
L'attaquant invoque une meute de chiens traqueurs qui sortent de terre pour immobiliser l'adversaire. Celle-ci contient entre autres Pakkun, le chien possédant le meilleur flair.
- Les Mille Oiseaux (千鳥, Chidori?)[DB 16] — rang A
L'attaquant concentre du chakra de foudre (raiton) dans sa main et peut ainsi tout découper ou presque. Cette technique est extrêmement rapide et est faite pour tuer.
Selon Gaï Maito, c’est « la seule technique originelle de Kakashi le ninja copieur ».
Kakashi peut l'utiliser 5 fois avant d'être à court de chakra.
Kakashi a enseigné cette technique à Sasuke. D'après le Databook, la version maîtrisée par Kakashi est de rang S, tandis que celle maîtrisée par Sasuke est de rang A.
  - L'éclair pourfendeur (雷切, Raikiri?)[36],[DB 17] — rang S
Version plus puissante des « Mille Oiseaux ».
- Multi clonage (影分身の術, Kage bunshin no Jutsu?)[33],[DB 18] — rang B
Cette technique, inscrite sur le parchemin des techniques interdites, permet de créer un clone consistant avec une volonté propre et pouvant effectuer des techniques.
  - Multi clonage supra (多重影分身の術, Tajū kage bunshin no Jutsu?)[33],[DB 19] — rang A
Variante du clonage de l'ombre où l'utilisateur produit plusieurs clones. La quantité de chakra utilisée pour cette technique est répartie de manière égale en chacun d'eux et varie selon leur nombre.
Kakashi nomme cette technique « Multi Clonage version Kakashi » (影分身の術カカシｖｅｒ., Kage Bunshin no Jutsu (Kakashi ver.)?).
- Le sceau endigue le mal (封邪法印, Fūja Hōin?)[31],[DB 20] — rang A
Sceau basé sur la volonté, capable de contenir partiellement le sceau d'Orochimaru. Kakashi l'a utilisé sur Sasuke. Ce sceau a une faiblesse : il n'agit que par la volonté de celui sur qui ce sceau a été appliqué.
- Déplacement Instantané (瞬身の術, Shunshin no Jutsu?)[28],[DB 21] — rang D
Il s'agit d'une technique de déplacement rapide. Kakashi apparaît soudainement dans une tornade de feuilles.
- Suiton - Le requin élémentaire aqueux (水遁・水鮫弾の術, Suiton - Suikoudan no Jutsu?)[37],[DB 22] — rang B
Crée une énorme vague en forme de requin, propulsée sur l'adversaire. Copié sur Kisame Hoshigaki, pour contrer cette même technique.
- Suiton - La barrière d’eau (水遁・水陣壁, Suiton - Suijin heki?)[38],[DB 23] — rang B
Technique Suiton, créant tout autour de l'utilisateur une barrière de protection.
Cette technique, également utilisée par le 2d Hokage, est utilisée par Kakashi pour éviter une attaque Suiton d'Itachi Uchiwa, venant de tous les côtés.
- Kaléidoscope Hypnotique du Sharingan (万華鏡写輪眼, Mangekyō Sharingan?)[39],[DB 24]
Version évoluée du Sharingan acquise par Kakashi quand il dût tuer sa coéquipière Lin.
- La majesté divine (神威, Kamui?)[39],[DB 5]
Cette technique du « Kaléidoscope Hypnotique du Sharingan » de Kakashi permet de créer une spirale spatio-temporelle afin d'envoyer son adversaire, ou un objet ou encore une explosion dans une autre dimension.
Elle consomme tellement de chakra qu'à chaque fois qu'il l'utilise, Kakashi se retrouve alité plusieurs jours, et c'est pour cette raison qu'il ne l'utilise qu'en dernier recours (cf. combat contre Kakuzu, il ne l'a même pas utilisé même en ayant perdu l'avantage).
Elle est sans effet sur Tobi (Obito), qui possède la même technique[40].
- L'orbe tourbillonnant (螺旋丸, Rasengan?)[27],[DB 25] — rang A
Technique consistant à concentrer une grande quantité de chakra et à le faire tourner dans le creux de la main afin d'en faire une sphère parfaite.
Kakashi a appris cette technique de son maître Minato Namikaze qui l'a créée.
- Doton - Le mur de boue (土遁・土流壁, Doton - Doryū heki?)[41],[DB 26] — rang B
Kakashi invoque un rempart de pierre de taille moyenne, gravée de quatre têtes de chiens, lui permettant d'acculer son adversaire.
Cette technique est également utilisée par le 3e Hokage, qui crée un mur de boue plus grand.
  - Doton - Multiple mur de boue (土遁・多重土流壁, Doton - Tajū doryū heki?)
Kakashi multiplie les remparts de terre, cette fois-ci de taille gigantesque, pour former une ronde défensive autour de l'adversaire.
- Raiton - Morsure de la bête de foudre (雷遁・雷獣追牙, Raiton - Raijû tsuiga?)[25]
Kakashi crée un animal de foudre à partir de l'« Éclair pourfendeur » et qu'il élance en direction de son adversaire. Cet animal est relié à la main de Kakashi.
Le nom de cette technique est inconnu pour le moment (mais le jeu Naruto Shippuden Ultimate Ninja Storm Revolution la nomme Bête foudroyante).
- Clone de foudre (雷遁影分身, Raiton kage bunshin?)[42]
Kakashi crée un clone de l'ombre chargé en chakra de foudre (raiton). Lorsque le clone se dissipe, il envoie une décharge à son adversaire.
- Chaîne de foudre (雷伝, Raiden?)[43]
Kakashi utilise le multi-clonage, crée un câble électrique entre sa main et la main opposée de son clone, et tous deux se précipitent de front sur un ou plusieurs adversaires en s’éloignant de plus en plus, allongeant la chaîne qui découpe tout ce qu’elle touche.
- Shuriken divin (神威手裏剣, Kamui shuriken?)
Après avoir développé Susanô, Kakashi crée des shurikens à la forme du « Kaléidoscope hypnotique du Sharingan » qui téléportent dans une autre dimension ce qu'ils touchent avec.
- Éclair pourfendeur divin (神威雷切, Kamui Raikiri?)
Kakashi crée un éclair pourfendeur de couleur sombre, grâce au chakra du Sage des six chemins transmis par Naruto, pour transpercer l'adversaire.
La technique du Kamui permet à Kakashi de se dématérialiser au moment de l'attaque et d'atteindre l'adversaire dans une zone proche s'il parvient à esquiver l'attaque.
- Éclair violet (雷遁・紫電, Raiton - Shiden?) — Rang S
Dépourvu plus tard du sharingan, Kakashi crée un éclair de couleur violette, qui garde les propriétés de l’Éclair pourfendeur.

### Animeet OAV
- Camouflage dans la brume (霧隠れの術, Kiri gakure no jutsu?)
Kakashi utilise cette technique lors de son combat contre Itachi en Yura. Cette technique copiée de Zabuza a pour effet de créer une forte brume qui rend l'utilisateur de cette technique quasiment introuvable.
- Katon - Boule de feu suprême (豪火球の術, Katon - Gōkakyū no jutsu?)
Kakashi utilise cette technique du style Uchiwa lorsque Sakura et Naruto doivent à nouveau faire le test des clochettes.
- Hyōton - Impression par la baleine blanche à corne (氷遁・一角白鯨, Hyoton - Ikkaku hakugei no jutsu?)
Cette technique a été copiée par Kakashi lors du premier film ; elle fait apparaître une baleine de glace à corne du fond de la mer[note 1].
- La fleur de lotus Recto (表蓮華, Omote renge?)
Technique copiée sur Gaï. Cette technique nécessite l'ouverture de la première porte céleste ; elle est donc considérée comme une technique interdite. Kakashi effectue juste le Kage Buyō, entoure l'ennemi avec ses bras et retourne pour percuter violemment le sol. Juste avant l'impact, Kakashi se sépare de l'opposant. Kakashi l'utilise pour la première fois, contre des clones de Naruto lors du second test de clochettes peu après le retour de Jiraya et Naruto à Konoha.

### Jeux vidéo
- Double éclair pourfendeur (雷切・双雷震, Sōraishin?)[réf. nécessaire]
Dans le jeu Naruto Shippuden: Ultimate Ninja Storm Generations et Naruto Shippuden: Ultimate Ninja Storm 3, Kakashi produit un éclair pourfendeur qui projette l'ennemi très haut. Il repartit son éclair pourfendeur dans ses deux mains puis saute et il utilise l'éclair pourfendeur de sa main droite sur le dos de son ennemi projetant ce dernier au sol, lui infligeant des dommages importants.
- Tigre foudroyant du zénith (雷昼虎, Kaminari Hirudora?)
Dans le jeu Naruto Shippuden Ultimate Ninja Storm Revolution, combinaison entre le tigre diurne de Gaï et le chien de foudre de Kakashi.
- Fūton - La grande percée (風遁・大突破, Fūton - Daitoppa?)
Cette technique permet de souffler un coup de vent puissant.

### Artbook
- (en) Masashi Kishimoto, The Art of Naruto: Uzumaki, VIZ Media, coll. « Art of Shonen Jump / Naruto », 25 octobre 2007, 145 p., Artbook (relié) / 215x305mm (ISBN 978-1-4215-1407-9, présentation en ligne)

### Databooks
- (ja) Masashi Kishimoto, NARUTO - Hiden Rin no Sho (NARUTO―ナルト―［秘伝・臨の書］?) : Characters Official Data Book (キャラクターオフィシャルデータBOOK?), Tōkyō, Shūeisha, coll. « Jump Comics (ジャンプコミックス, Janpu Comikkusu?) / Naruto »,‎ 4 juillet 2002, 272 p., shinsho (新書?) / Tankōbon / 175x115mm (ISBN 4-08-873288-X et 978-4-08-873288-6, présentation en ligne)
- (ja) Masashi Kishimoto, NARUTO - Hiden Tō no Sho (NARUTO―ナルト―［秘伝・闘の書］?) : Characters Official Data Book (キャラクターオフィシャルデータBOOK?), Tōkyō, Shūeisha, coll. « Jump Comics (ジャンプコミックス, Janpu Comikkusu?) / Naruto »,‎ 4 avril 2005, 320 p., shinsho (新書?) / Tankōbon / 175x115mm (ISBN 4-08-873734-2 et 978-4-08-873734-8, présentation en ligne)
- (ja) Masashi Kishimoto, NARUTO - Hiden Sha no Sho (NARUTO―ナルト―［秘伝・者の書］?) : Characters Official Data Book (キャラクターオフィシャルデータBOOK?), Tōkyō, Shūeisha, coll. « Jump Comics (ジャンプコミックス, Janpu Comikkusu?) / Naruto »,‎ 4 septembre 2008, 360 p., shinsho (新書?) / Tankōbon / 175x115mm (ISBN 978-4-08-874247-2, présentation en ligne)

### Tomes en français
- Masashi Kishimoto (trad. Sylvain Chollet), Naruto tome 1 : Naruto Uzumaki !!, Kana, coll. « Shonen Kana / Naruto », 9 mars 2002, 192 p., Tankōbon / 115x175mm (ISBN 2-87129-414-3 et 978-2-87129-414-6, présentation en ligne)
- Masashi Kishimoto (trad. Sylvain Chollet), Naruto tome 2 : Un client embarrassant, Kana, coll. « Shonen Kana / Naruto », 13 avril 2002, 208 p., Tankōbon / 115x175mm (ISBN 2-87129-417-8 et 978-2-87129-417-7, présentation en ligne)
- Masashi Kishimoto (trad. Sylvain Chollet), Naruto tome 4 : Le pont des héros ?, Kana, coll. « Shonen Kana / Naruto », 19 octobre 2002, 192 p., Tankōbon / 115x175mm (ISBN 2-87129-441-0 et 978-2-87129-441-2, présentation en ligne)
- Masashi Kishimoto (trad. Sylvain Chollet), Naruto tome 7 : La voix à suivre !!, Kana, coll. « Shonen Kana / Naruto », 5 juillet 2003, 192 p., Tankōbon / 115x175mm (ISBN 2-87129-535-2 et 978-2-87129-535-8, présentation en ligne)
- Masashi Kishimoto (trad. Sylvain Chollet), Naruto tome 8 : Au péril de sa vie !!, Kana, coll. « Shonen Kana / Naruto », 11 octobre 2003, 198 p., Tankōbon / 115x175mm (ISBN 2-87129-552-2 et 978-2-87129-552-5, présentation en ligne)
- Masashi Kishimoto (trad. Sébastien Bigini), Naruto tome 11 : Mon nouveau prof !!, Kana, coll. « Shonen Kana / Naruto », 1er mai 2004, 192 p., Tankōbon / 115x175mm (ISBN 2-87129-624-3 et 978-2-87129-624-9, présentation en ligne)
- Masashi Kishimoto (trad. Sébastien Bigini), Naruto tome 13 : La fin de l’examen… !!, Kana, coll. « Shonen Kana / Naruto », 25 septembre 2004, 192 p., Tankōbon / 115x175mm (ISBN 2-87129-646-4 et 978-2-87129-646-1, présentation en ligne)
- Masashi Kishimoto (trad. Sébastien Bigini), Naruto tome 16 : La bataille de Konoha, dernier acte !!, Kana, coll. « Shonen Kana / Naruto », 4 mars 2005, 192 p., Tankōbon / 115x175mm (ISBN 2-87129-723-1 et 978-2-87129-723-9, présentation en ligne)
- Masashi Kishimoto (trad. Sébastien Bigini), Naruto tome 20 : Naruto versus Sasuke !!, Kana, coll. « Shonen Kana / Naruto », 4 novembre 2005, 192 p., Tankōbon / 115x175mm (ISBN 2-87129-834-3 et 978-2-87129-834-2, présentation en ligne)
- Masashi Kishimoto (trad. Sébastien Bigini), Naruto tome 27 : Le jour du départ !!, Kana, coll. « Shonen Kana / Naruto », 19 janvier 2007, 192 p., Tankōbon / 115x175mm (ISBN 978-2-5050-0031-0, présentation en ligne)
- Masashi Kishimoto (trad. Sébastien Bigini), Naruto tome 28 : Le retour au pays !!, Kana, coll. « Shonen Kana / Naruto », 2 mars 2007, 192 p., Tankōbon / 115x175mm (ISBN 978-2-5050-0092-1, présentation en ligne)
- Masashi Kishimoto (trad. Sébastien Bigini), Naruto tome 31 : Testament !!, Kana, coll. « Shonen Kana / Naruto », 7 septembre 2007, 192 p., Tankōbon / 115x175mm (ISBN 978-2-5050-0167-6, présentation en ligne)
- Masashi Kishimoto (trad. Sébastien Bigini), Naruto tome 33 : Mission top secret… !!, Kana, coll. « Shonen Kana / Naruto », 7 décembre 2007, 192 p., Tankōbon / 115x175mm (ISBN 978-2-5050-0242-0, présentation en ligne)
- Masashi Kishimoto (trad. Sébastien Bigini), Naruto tome 35 : Un nouveau duo !!, Kana, coll. « Shonen Kana / Naruto », 4 avril 2008, 208 p., Tankōbon / 115x175mm (ISBN 978-2-5050-0296-3, présentation en ligne)
- Masashi Kishimoto (trad. Sébastien Bigini), Naruto tome 36 : L’unité 10, Kana, coll. « Shonen Kana / Naruto », 6 juin 2008, 192 p., Tankōbon / 115x175mm (ISBN 978-2-5050-0323-6, présentation en ligne)
- Masashi Kishimoto (trad. Sébastien Bigini), Naruto tome 38 : Le fruit de l’entraînement… !!, Kana, coll. « Shonen Kana / Naruto », 19 septembre 2008, 192 p., Tankōbon / 115x175mm (ISBN 978-2-5050-0432-5, présentation en ligne)
- Masashi Kishimoto (trad. Sébastien Bigini), Naruto tome 45 : Konoha, théâtre de guerre !!, Kana, coll. « Shonen Kana / Naruto », 4 décembre 2009, 192 p., Tankōbon / 115x175mm (ISBN 978-2-5050-0754-8, présentation en ligne)
- Masashi Kishimoto (trad. Sébastien Bigini), Naruto tome 49 : Le Conseil des Cinq Kage… !!, Kana, coll. « Shonen Kana / Naruto », 2 juillet 2010, 192 p., Tankōbon / 115x175mm (ISBN 978-2-5050-0871-2, présentation en ligne)

### Tome en japonais
- (ja) Masashi Kishimoto, NARUTO - 52 (NARUTO―ナルト―　　52?) : Sorezore no Dainanahan!! (それぞれの第七班！！?), Shūeisha, coll. « Jump Comics (ジャンプコミックス, Janpu Comikkusu?) / Naruto »,‎ 4 août 2010, 208 p., shinsho (新書, shinsho?) / Tankōbon / 175x115mm (ISBN 978-4-08-870084-7, présentation en ligne)